# Heterostegania balia
Heterostegania balia là một loài bướm đêm trong họ Geometridae.